# Kościół św. Stanisława Biskupa i św. Anny w Sokołowie
Kościół św. Stanisława Biskupa i św. Anny w Sokołowie – rzymskokatolicki kościół parafialny zlokalizowany we wsi Sokołów w województwie mazowieckim (powiat gostyniński), przy drodze wojewódzkiej nr 581 z Łaniąt do Gostynina. Funkcjonuje przy nim parafia św. Anny.

## Historia

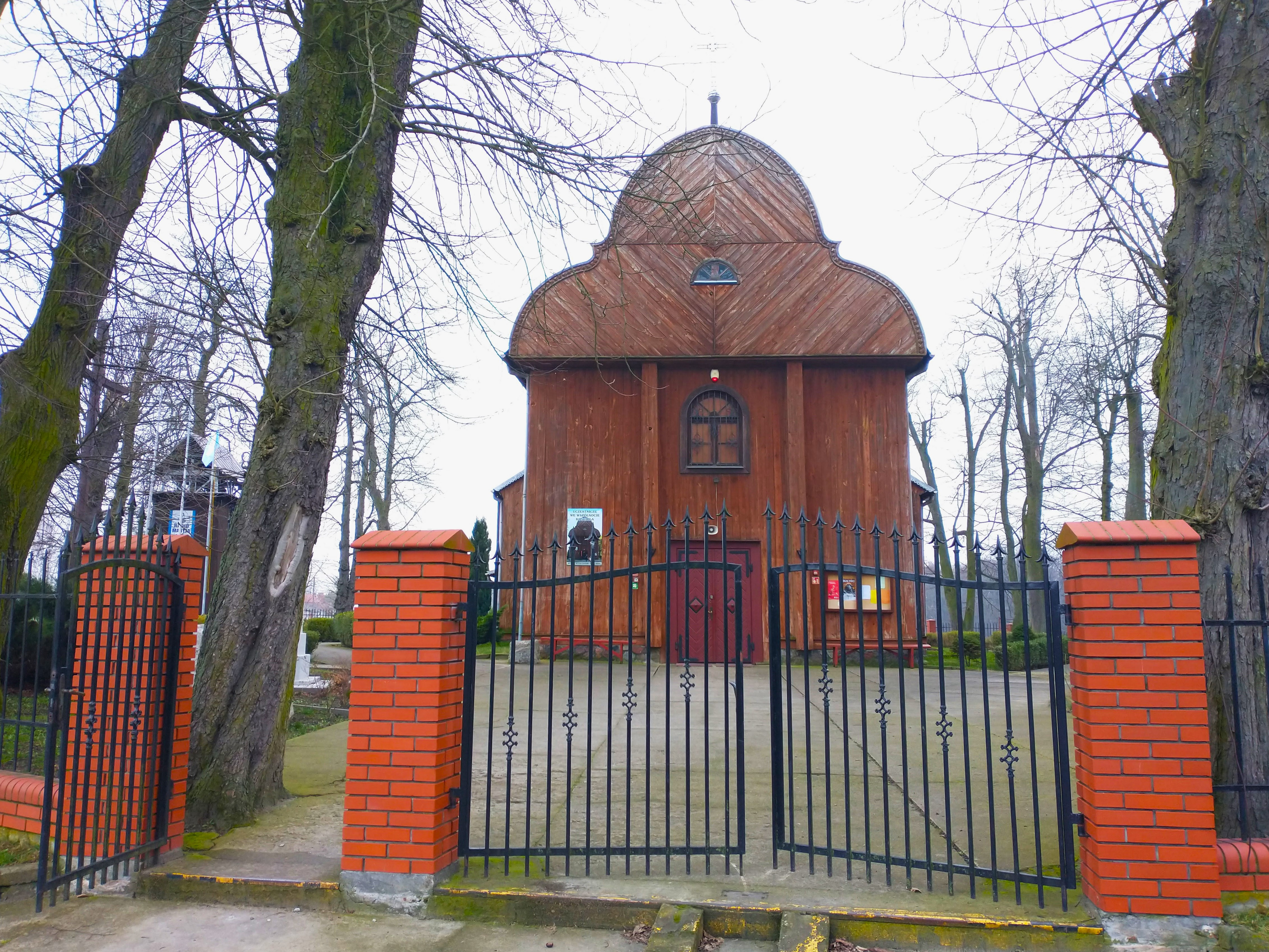
Fasada czołowa

Parafię we wsi erygował w 1405 biskup Jakub z Korzkwi. Świątynię ufundował właściciel wsi, Stanisław Grad. Około 1535 wzniesiono nowy kościół modrzewiowy (konsekrowany w 1540). Fundatorem był tym razem F. Szreński. Konsekrował go biskup Andrzej Krzycki. Obecna świątynia pochodzi z XVIII wieku i została wybudowana ze staroużytecznego drewna pochodzącego z poprzedniej budowli.
Poważne remonty przeprowadzono w latach 1843, 1930 i 1970-1978, natomiast działania odnawiające w latach 1879, 1902, 1939 i 1962.
Podczas okupacji niemieckiej świątynia była nieczynna. Niemcy 26 sierpnia 1940 aresztowali księdza Józefa Szczepkowskiego, który został przez nich zamordowany w KL Dachau.
W latach 1970–1978, podczas odnowy obiektu, ściany ponownie oszalowano, dachy pokryto nową blachą, powiększono zakrystię, dobudowano pomieszczenie katechetyczne i dodano podmurówkę kamienną. Została wówczas wzniesiona nowa plebania i dzwonnica.

## Architektura

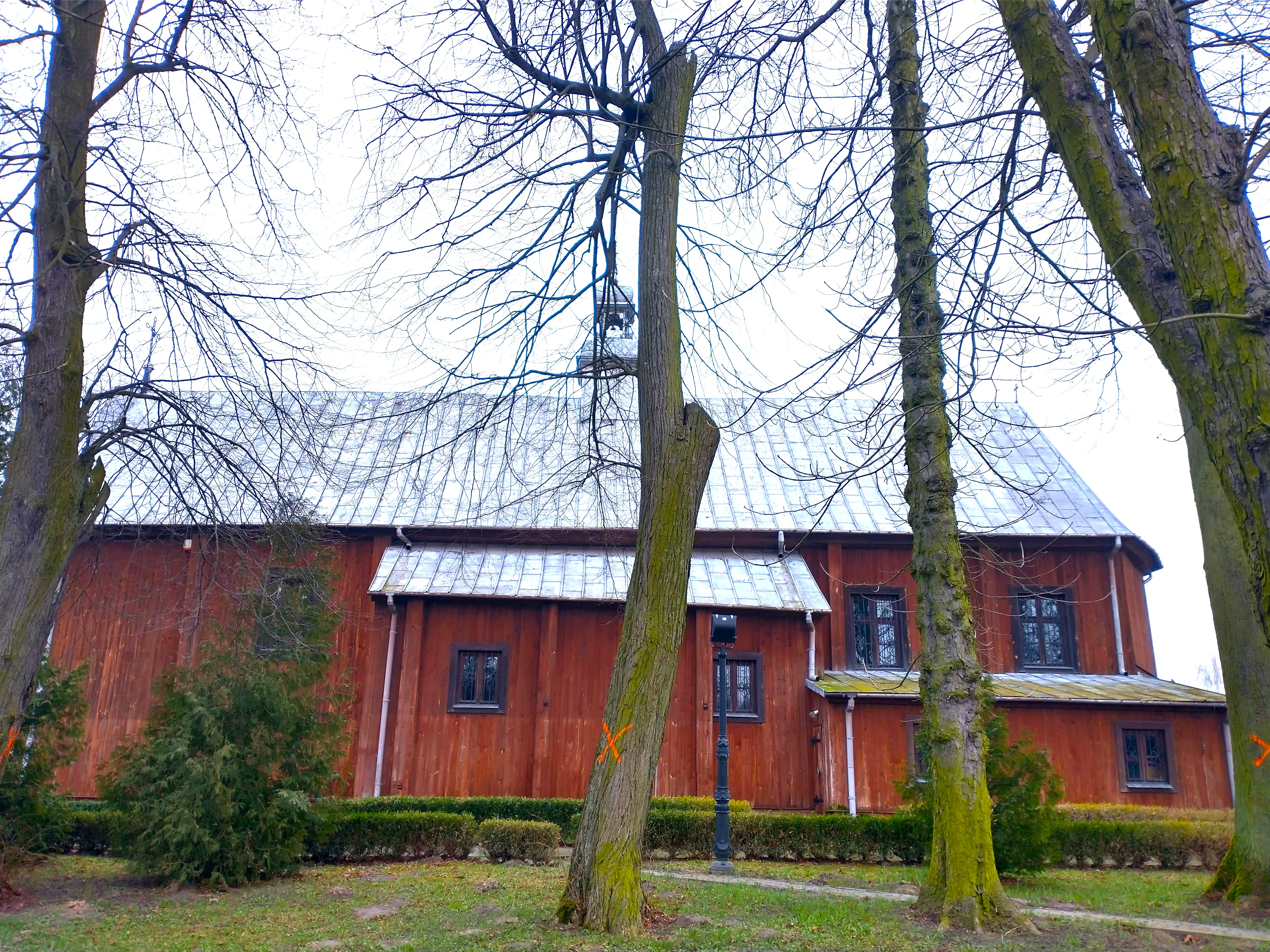
Elewacja boczna

Orientowany kościół na planie prostokąta zbudowano w konstrukcji wieńcowej na podmurówce kamiennej i oszalowano pionowymi deskami. Ma zakrystię i boczne aneksy. Prezbiterium jest niewyodrębnione, zakończone trójbocznie, oddzielone niskim stopniem od korpusu nawowego. Świątynia jest trójnawowa, a nawy oddzielają czworoboczne słupy z mieczami. Przy wejściu wydzielona jest kruchta, a nad nią znajduje się chór mieszczący organy z XIX wieku. Nad nawą główną istnieje strop z pozornym sklepieniem. Posadzka wykonana jest z desek.
Elewacja fontowa, obita deseczkami, zwieńczona jest barokowym szczytem ze spływami bez wolut. Nad drzwiami wejściowymi znajduje się okno z półkolistym łukiem. Dach jest dwuspadowy, kryty blachą, a zakrystia i aneksy – dachami pulpitowymi. W środkowej części kalenicy posadowiona jest ażurowa sygnaturka z małym dzwonem.
Kubatura budynku wynosi 3200 m³, a jego powierzchnia użytkowa – 320 m².
Obiekt należy do wyodrębnionej przez Ryszarda Brykowskiego niedużej grupy drewnianych kościołów średniowiecznych z tzw. płytkim transeptem kaplicowym.

## Wnętrze
We wnętrzu znajduje się pięć (lub sześć) ołtarzy pochodzące z XVII i XVIII wieku (główny z połowy XVII wieku, pozostałe eklektyczne). Obrazy ukazują postaci świętych i wydarzeń biblijnych (Zwiastowanie, Opłakiwanie pod Krzyżem).

## Otoczenie
Przy kościele stoi drewniana dzwonnica (z lat 70. XX wieku), której konstrukcja nośna wykonana jest z metalowych kątowników, oszalowana deskami pionowymi. Kryta jest dwuspadowym dachem z blachy. Wewnątrz wiszą trzy dzwony. 
Pozostałością dawnego cmentarza przykościelnego jest zespół trzech nagrobków: Jana Nepomucena Bardzińskiego (1852), Anny z Mniszewskich Bardzińskiej (1858) i Zygmunta Bardzińskiego (1884) dwa pierwsze pisakowcowe, a ostatni z białego marmuru.
Po przeciwnej stronie kościoła stoi budynek dawnej organistówki. W lipcu 1967 rozebrano starą plebanię, która miała formę dworku z naczółkami.

## Galeria

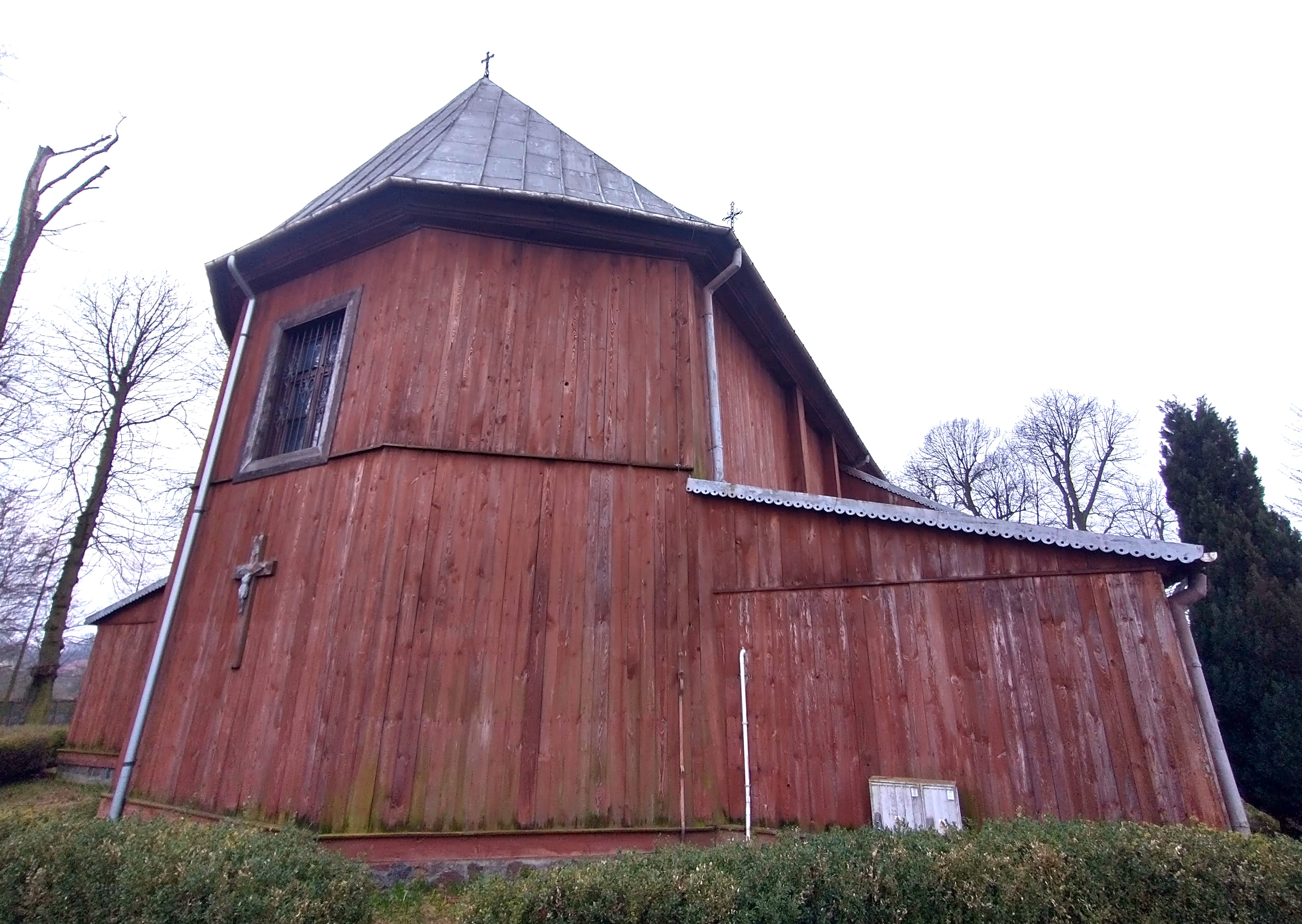
Widok od prezbiterium
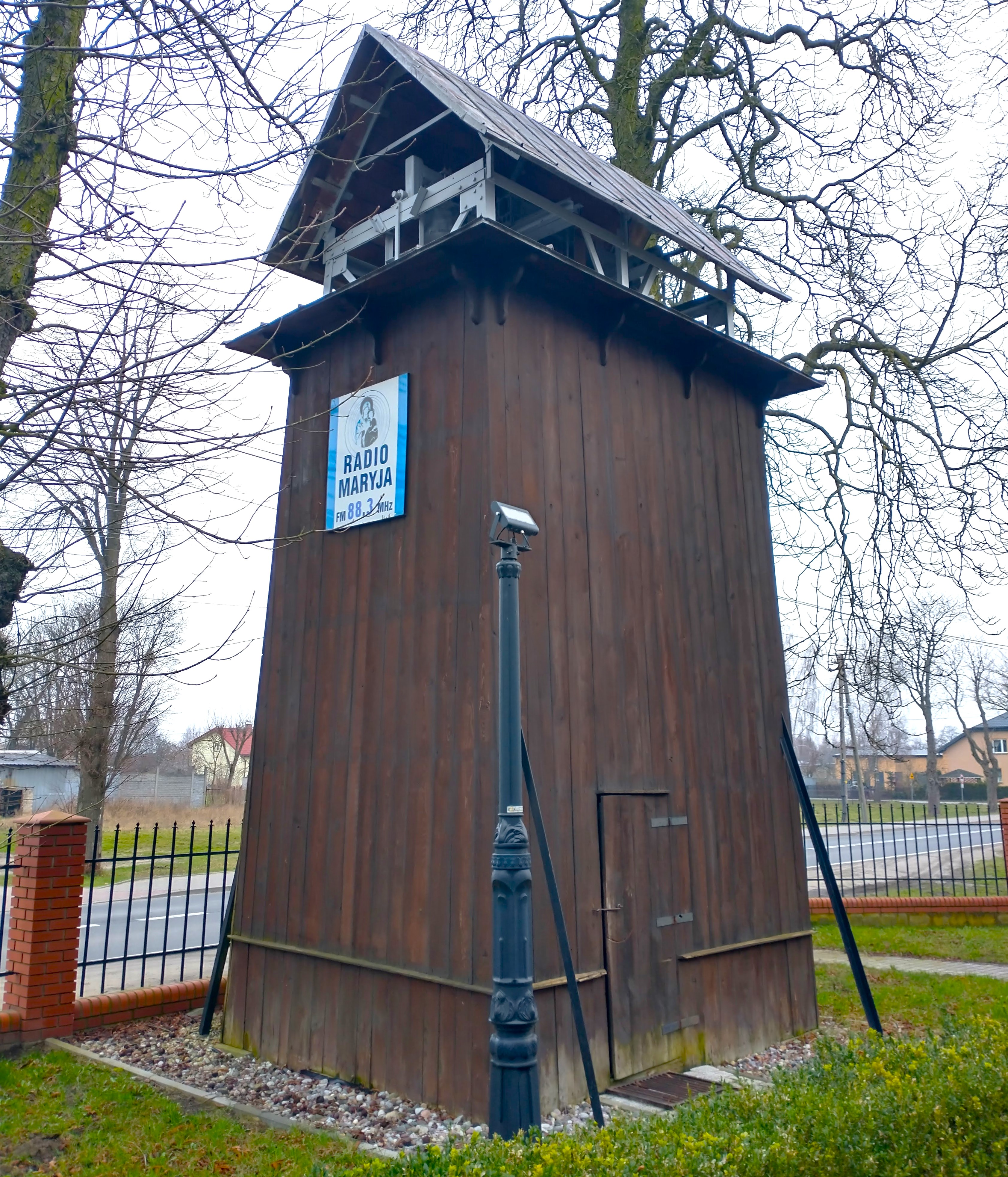
Dzwonnica
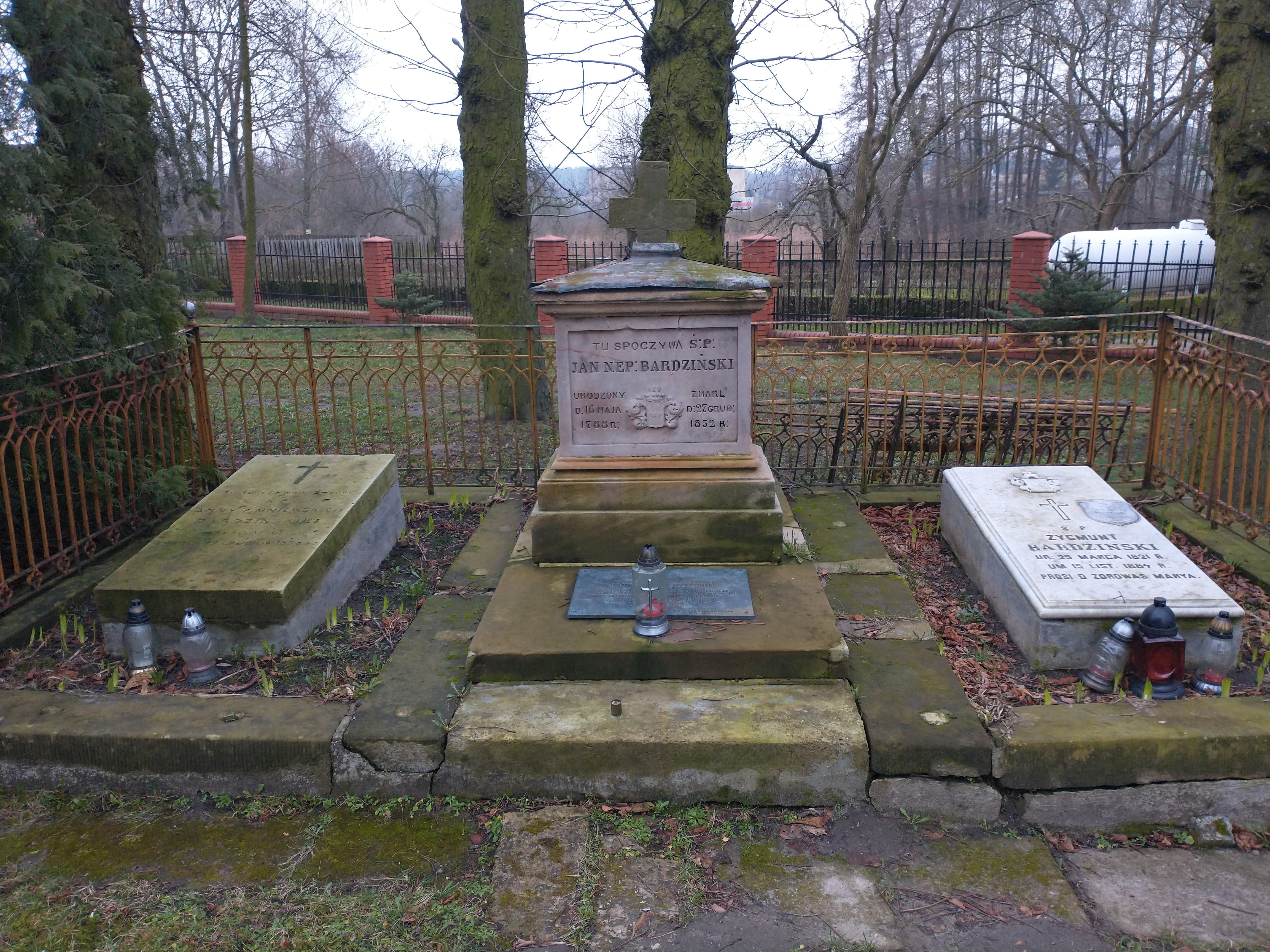
Zespół nagrobków